# Stepan Makiwka

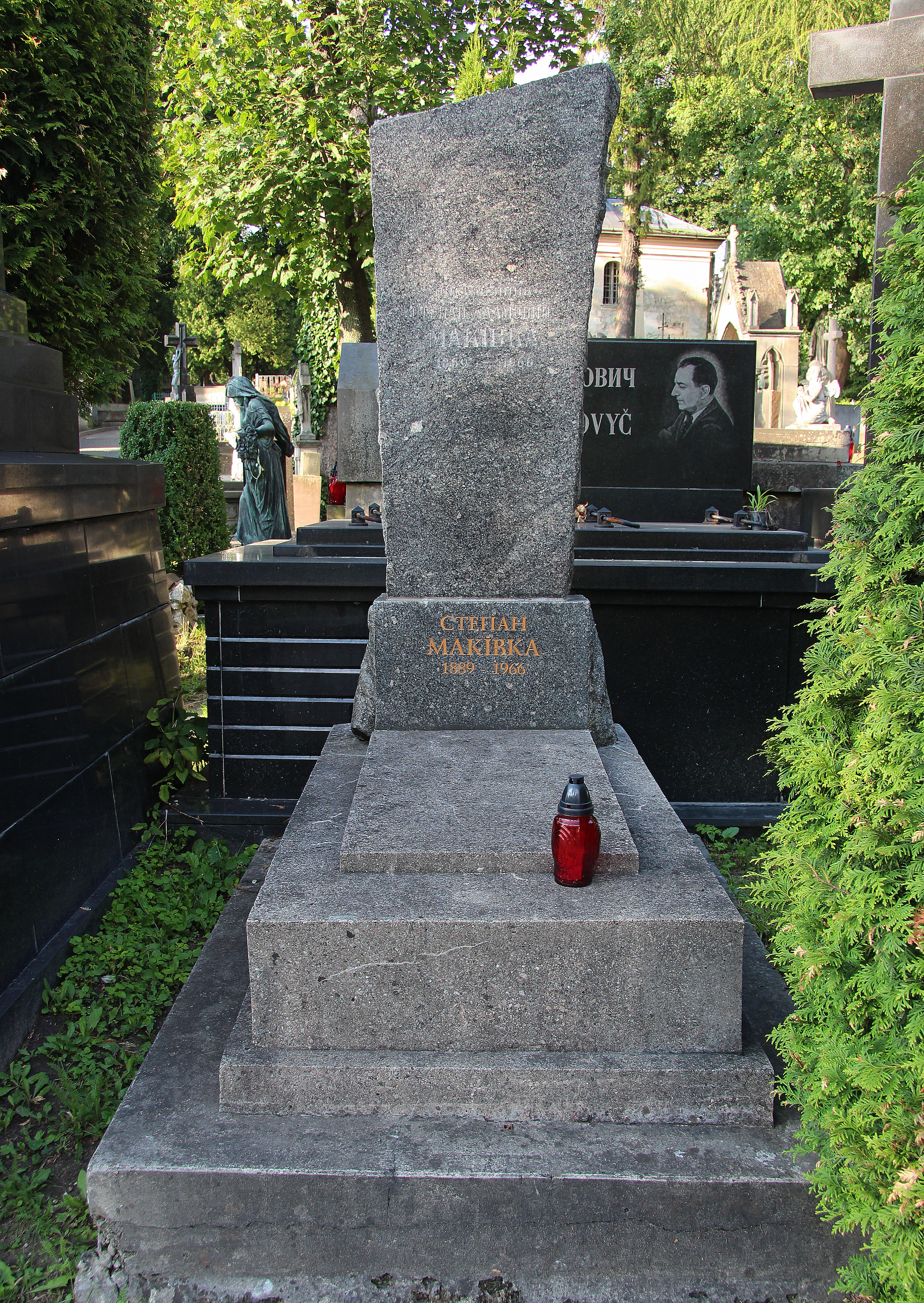
Grobowiec na Cmentarzu Łyczakowskim

Stepan Makiwka (ur. 24 listopada 1886 w Kodeńcu, zm. 12 stycznia 1966 we Lwowie) – ukraiński działacz społeczny na Podlasiu, poseł na Sejm I kadencji.
W 1908 roku ukończył seminarium nauczycielskie w Białej Podlaskiej. Z powodu działalności społeczno-politycznej był zmuszony przenieść się do Kijowa, gdzie podjął studia, których nie ukończył z powodu powołania do carskiej armii w 1915 roku. W 1920 roku powrócił z terenów Połtawszczyzny (gdzie był zaangażowany w ukraińskie szkolnictwo) w swoje rodzinne strony. Zaangażowany w politykę, w 1922 roku objął mandat poselski. W 1926 jeden z założycieli Ukraińskiego Włościańsko-Robotniczego Zjednoczenia Socjalistycznego, po rozłamie działacz Sel-Robu Lewicy, członek KPZU. Współzałożyciel i współredaktor (od 1924 redaktor) tygodnika „Nasze Żyttja” w Chełmie. Po 1939 przebywał początkowo w Kijowie, następnie od 1941 we Lwowie. Domagał się przyłączenia Chełmszczyzny i Podlasia do ZSRR. Autor powieści-pamfletu „Neskoreni Kresy” (1967). Pochowany na Cmentarzu Łyczakowskim we Lwowie.